# Xerula
Xerula is een geslacht van schimmels behorend tot de familie Physalacriaceae. Het geslacht werd voor het eerst in 1933 beschreven door de mycoloog René Charles Joseph Maire.

## Soorten
Volgens Index Fungorum telt het geslacht elf soorten (peildatum december 2023):
| Soortnaam                            | Auteur(s)                             | Publicatiejaar |
| ------------------------------------ | ------------------------------------- | -------------- |
| Xerula anombe                        | (De Seynes) R.H. Petersen             | 2008           |
| Xerula australis                     | (Dörfelt) R.H. Petersen               | 1994           |
| Xerula hispida                       | Halling & G.M. Muell.                 | 1999           |
| Xerula oronga                        | (De Seynes) R.H. Petersen             | 2008           |
| Xerula pseudoradicata                | (M.M. Moser) Contu                    | 1998           |
| Xerula pudens (Fluwelige wortelzwam) | (Pers.) Singer                        | 1951           |
| Xerula renati                        | (Clémençon) Contu                     | 1998           |
| Xerula setulosa                      | (Murrill) R.H. Petersen & T.J. Baroni | 2007           |
| Xerula sinopudens                    | R.H. Petersen & Nagas.                | 2006           |
| Xerula strigosa                      | Zhu L. Yang, L. Wang & G.M. Muell.    | 2008           |
| Xerula subnigra                      | (Singer) Contu                        | 2000           |